# サイモン・レイシー
サイモン・レイシー（Simon Lacey、1971年6月9日 - ）は、F1の空気力学のスペシャリスト。

## 人物
18歳の1989年から24歳の1995年、ケンブリッジ大学、セント・ジョンズ・カレッジで工学を学び修士号を取得し、クラスのトップで卒業。専門は空気力学と制御理論。

### ウィリアムズ
1995年3月、ウィリアムズ・グランプリ・エンジニアリングの空力担当者に就職。
そこは、空力開発をエイドリアン・ニューウェイとジェフ・ウィリスと共に行っている小さなチームの1つで、主に翼セクションの設計と風洞テストを担当した。
この仕事には、CおよびXWindowsを使用したCFD後処理および風洞データ解析ソフトウェアの作成も含まれていた。
FW17 (ヒル/クルサード)、FW18 (ヒル/ヴィルヌーヴ)、FW19、FW20 (ビルヌーブ/フレンツェン)を扱い、1998年1月までウィリアムズに所属した。

### ブラックリー
1998年1月、ティレル買収が決まった直後の、新しいブリティッシュ・アメリカン・レーシングに入社。
会社は2つの部屋で30人の従業員で構成され、1999年のF1世界選手権へのチームのエントリーに向けて準備を進めていた。
| R&D | 設計 | 型式    | 空力開発                        | 空力設計ディレクター            | 空力部門ヘッド     | エアロダイナミシストのチーフ | テクニカルディレクター   |
| --- | ---- | ------- | ------------------------------- | ------------------------------- | ------------------ | ---------------------------- | ------------------------ |
| 1999 | 1998 | BAR 01  | サイモン・レイシー              |                                 | ウィレム・トーエ   |                              | エイドリアン・レイナード |
| 2000 | 1999 | BAR 002 | サイモン・レイシー              |                                 | ウィレム・トーエ   |                              | エイドリアン・レイナード |
| 2001 | 2000 | BAR 003 | サイモン・レイシー              | マルコム・オーストラー          | ウィレム・トーエ   |                              |                          |
| 2002 | 2001 | BAR 004 |                                 | ウィレム・トーエ                | サイモン・レイシー | ジェフ・ウィリス             |                          |
| 2003 | 2002 | BAR 005 |                                 | ウィレム・トーエ                | サイモン・レイシー | ジェフ・ウィリス             |                          |
| 2004 | 2003 | BAR 006 | Chief Engineer ウィレム・トーエ | Chief Engineer ウィレム・トーエ | サイモン・レイシー | ジェフ・ウィリス             | マリアーノ・アルペリン   |
| 2005 | 2004 | BAR 007 | Chief Engineer ウィレム・トーエ | Chief Engineer ウィレム・トーエ | サイモン・レイシー | ジェフ・ウィリス             | マリアーノ・アルペリン   |
| 2006 | 2005 | RA106   | Chief Engineer ウィレム・トーエ | Chief Engineer ウィレム・トーエ | サイモン・レイシー | ジェフ・ウィリス             | マリアーノ・アルペリン   |
| 空力開発を担当する2人のリードエアロダイナミシストの1人として、1998年から2006年まですべての車 (ブリティッシュ・アメリカン・レーシング、BAR、ホンダF1) のコンセプト開発を担当。 |      |         |                                 |                                 |                    |                              |                          |

ウィリアムズでの成功後、その後の数年間はより複雑があった。
実際、BARで最初の満足のいく結果を得るには2004シーズンまで要した。
2006年、Honda Racing F1 Teamは、ジェンソン・バトンのドライブで、ハンガリーグランプリで優勝を挙げた。
2006年11月ホンダを去る。

### マクラーレン
2006年11月から2009年12月、マクラーレンでエアロダイナミクスの責任者を務めた 。
MP4-22 (アロンソ/ハミルトン)、MP4-23、MP4-24 (ハミルトン/コバライネン)を扱う。
この間、100人の強力なエアロダイナミクス部門を率い、2008年にはハミルトンがワールドチャンピオンに輝いた。
| 2010.01 - 2014.10 | Head of Vehicle Technology   | McLaren Automotive Ltd |
| マクラーレン・オートモーティブのすべての車両プロジェクトの 空力、熱力学、ビークルダイナミクス、シミュレーション、経済、 パッシブセーフティ (衝突)、耐久性、HVACおよびNVHを担当し、 マクラーレン・GTの技術支援を担当する、非常に才能のある専任チームを率いている。 |                              |                        |
| 2014.11 - Present | Head of Advanced Engineering | McLaren Automotive Ltd |